# Andrea Pokorná-Pažoutová
Andrea Pokorná-Pažoutová (Hradec Králové, 6 de enero de 1979) es una deportista checa que compitió en judo. Ganó una medalla de bronce en el Campeonato Europeo de Judo de 2004, en la categoría de –70 kg.

## Palmarés internacional
| Campeonato Europeo | Campeonato Europeo | Campeonato Europeo | Campeonato Europeo |
| Año                | Lugar              | Medalla            | Categoría          |
| ------------------ | ------------------ | ------------------ | ------------------ |
| 2004               | Bucarest (Rumania) | Medalla de bronce  | –70 kg             |